# Pistolet maszynowy Hellriegel M1915
Pistolet maszynowy Hellriegel 1915 (niem. Maschinengewehr des Standschützen Hellriegel) – austro-węgierski pistolet maszynowy chłodzony wodą, wyprodukowany podczas I wojny światowej w bardzo ograniczonej liczbie prototypów.

## Historia
Niewiele wiadomo o pistolecie maszynowym Standschütze Hellriegel Model 1915. Jedynym źródłem informacji o tej broni jest kilka fotografii przechowywanych w archiwum fotograficznym Austriackiej Biblioteki Narodowej pod nazwą „Maschinengewehr des Standschützen Hellriegel” (w dosłownym tłumaczeniu „karabin maszynowy milicji Standschützen Hellriegel”). Zdjęcia datowane są na październik 1915 roku i przedstawiają testy broni na strzelnicy. Jej nazwa i wielkość magazynka wskazują na to, że była to broń automatyczna, a jej projektantem był niejaki Hellriegel z austriackiej jednostki milicji Standschützen, której zadaniem była obrona regionów Tyrolu i Vorarlbergu w zachodniej Austrii, która wcześniej graniczyła z „neutralnymi” Włochami. Najprawdopodobniej był to jedynie prototyp, co wyjaśnia jego niestandardowy wygląd i konstrukcję.
Rozwój tej broni zbiegł się z przystąpieniem Włoch do I wojny światowej po stronie Ententy i wypowiedzeniem przez nie wojny Austro-Węgrom – ich byłemu sojusznikowi w Trójprzymierzu – co zmusiło Austro-Węgry do prowadzenia wojny na trzech frontach. Możliwe, że pomysł na nową broń wyszedł z frontu, być może od starszego oficera, a produkcję prototypu prowadzono w warsztacie polowym lub w małym magazynie. Możliwe jest jednak również, że powstał on na tyłach z czyjejś własnej inicjatywy. Standschütze Hellriegel nie przeszedł etapu oficjalnych testów i został zapomniany. Jest prawdopodobne, że wyprodukowano tylko jeden egzemplarz broni, który został następnie zezłomowany lub zdemontowany.
Zgodnie z tradycją wojskową, broni zwykle nadawane są nazwy na cześć jej twórcy, dlatego można przypuszczać, że twórcą tej broni był mężczyzna o nazwisku Hellriegel, który prawdopodobnie był oficerem lub podoficerem. Mężczyzna na zdjęciach testujący broń nosi stopień Waffenmeister I. Klasse (dosł. „Mistrz broni I klasy”), obejmujący podoficerów odpowiedzialnych za artylerię lub arsenał broni, będący odpowiednikiem Feldfebla, czyli sierżanta.
Możliwe, że mężczyzną na fotografii jest sam Hellriegel, choć jest to mało prawdopodobne. Jedynym znanym ochotnikiem Standschütze o tym nazwisku był dr Richard von Hellriegel, lekarz medyczny Standschützen-Bataillon Kitzbühel. W Kaiserjäger służyli inni żołnierze noszący nazwisko Hellriegel, ale żadnego z nich nie można definitywnie powiązać z tą bronią.
Możliwe, że był to pierwszy w historii testowany projekt konwencjonalnego pistoletu maszynowego. W tym momencie Włosi mieli już pistolet maszynowy Villar-Perosa, chociaż był on przeznaczony do strzelania z uchwytu. Hellriegel jest z pewnością pierwszym znanym pistoletem maszynowym, który został zaprojektowany z kolbą i był przeznaczony do strzelania z ramienia. Idea stojąca za stworzeniem Standschütze Hellriegel była prawdopodobnie podobna do koncepcji wczesnych lekkich karabinów maszynowych, takich jak karabin maszynowy Chauchat i BAR – koncepcji lekkiej broni automatycznej, która może być noszona przez jednego żołnierza, używana w atakach piechoty i jednocześnie zdolna do prowadzenia ognia zaporowego.

## Projekt

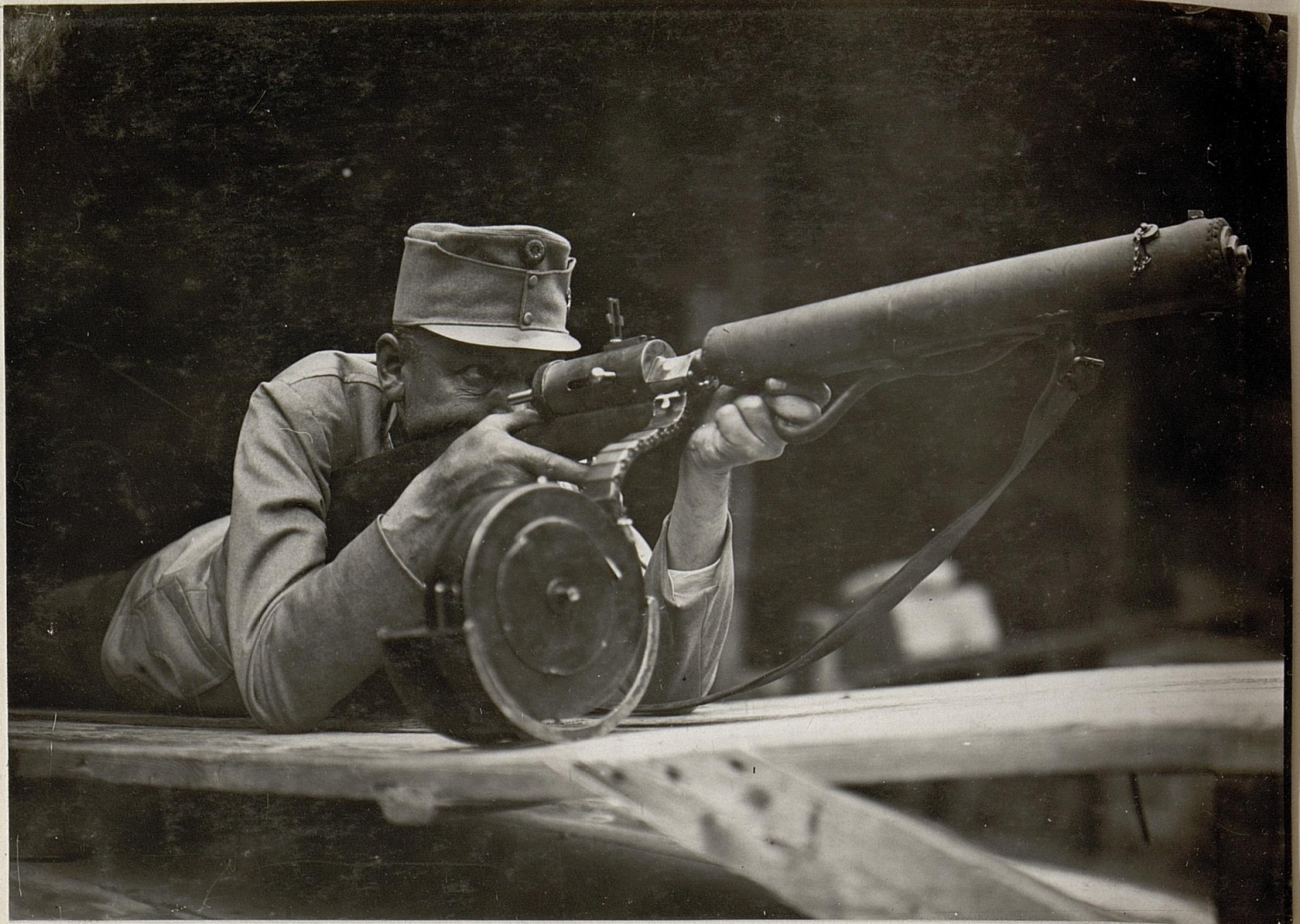
Hellriegel podczas testów, 1915

Pistolet maszynowy Hellriegel był w pełni automatyczną bronią palną. Posiadał lufę chłodzoną wodą. Płaszcz chłodzący wokół lufy jest podobny do tego używanego w karabinie maszynowym Schwarzlose i ma dwa otwory, jeden do napełniania płaszcza wodą, a drugi do odprowadzania nadmiaru pary. Płaszcz został pokryty skórą, dzięki czemu można było go obsługiwać nawet po znacznym rozgrzaniu broni. Pod lufą zamocowano wygiętą rurkę, która służyła jako chwyt przedni. Kolba pistoletu maszynowego wydaje się być zmodyfikowaną wersją kolby karabinu Mannlicher M1895, z głębiej wyciętym rowkiem na kciuk.
Szczegóły dotyczące działania broni nie są znane. Sądząc po dwóch sprężynach śrubowych, które wystają zza cylindrycznej komory zamkowej, wygląda na to, że działała na zasadzie odrzutu zamka swobodnego. Na górze komory zamkowej zamontowano żelazny celownik, który wydawał się mieć regulowany zasięg, jak w karabinach. Według przybliżonych szacunków szybkostrzelność teoretyczna Hellriegela mogła wynosić około 550–650 strzałów na minutę, chociaż podczas walki rzeczywista szybkostrzelność byłaby najprawdopodobniej znacznie niższa.

### Amunicja
Pistolet maszynowy Hellriegel mógł strzelać nabojami 9 × 23 mm Steyr, które były standardową amunicją pistoletową w większości oddziałów armii austro-węgierskiej podczas I wojny światowej. Alternatywnie mógł być przystosowany do strzelania nabojami .32 ACP, które były używane w produkowanym na Węgrzech pistolecie Frommer Stop. Jednak naboje pokazane na zdjęciach przypominają również nabój 8 mm Roth–Steyr używany przez pistolet Roth-Krnka M.7.
Pistolet maszynowy Hellriegel mógł być zasilany z magazynka bębnowego o pojemności około 100–160 nabojów. Magazynek w rzeczywistości nie był podłączony do samej broni, jak do samochodu tridge przemieszczały się przez elastyczną rynnę. Niezwykły wygląd magazynka skłonił wiele osób do przypuszczenia, że broń była zasilana z taśmy, jednak tak nie jest, ponieważ naboje są niepołączone ze sobą i napędzane są wzdłuż bębna i rynny za pomocą sprężyny. Konstrukcja bardzo przypomina niemiecki magazynek ślimakowy TM 08, który był używany w pistolecie Luger P08 i pistolecie maszynowym MP 18. Najwyraźniej w broni można było zastosować także magazynek pudełkowy o pojemności około 20–30 nabojów, który wygląda bardzo podobnie do magazynka pudełkowego pistoletu maszynowego Thompson.

## Użycie

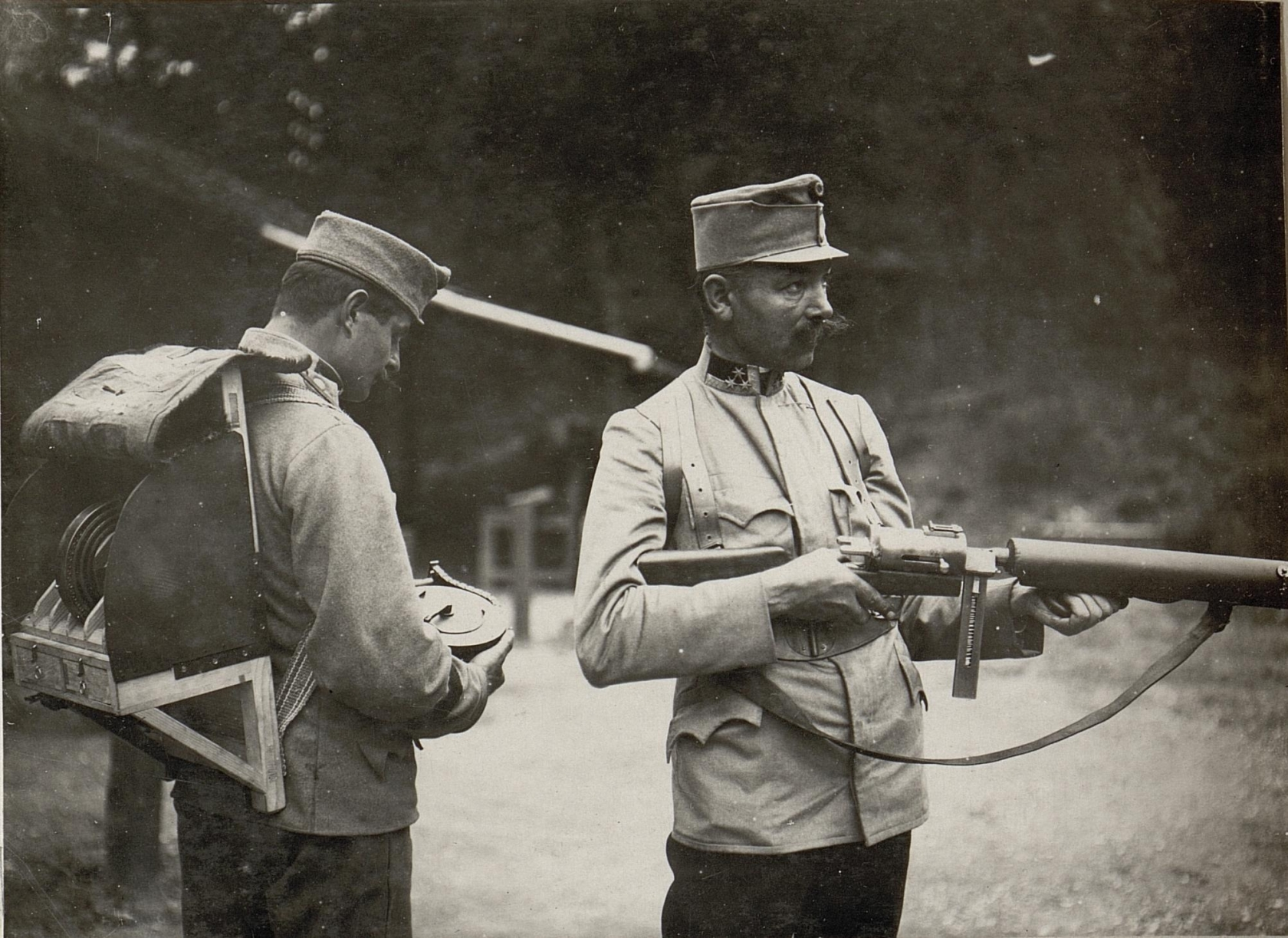
Żołnierz po lewej niesie magazynki bębnowe do Hellriegela w drewnianym plecaku, a żołnierz po prawej trzyma samą broń

Jak widać z zachowanych fotografii, do obsługi pistoletu maszynowego potrzeba było dwóch ludzi, strzelca i amunicyjnego. Amunicyjny nosi drewniany plecak, który może pomieścić pięć magazynków bębnowych, dwa magazynki pudełkowe oraz zestaw do czyszczenia broni. Strzelec ma na sobie pas naramienny, który mógł służyć do przenoszenia pistoletu maszynowego. Możliwe, że metalowa klamra pasa służyła do utrzymania stabilności broni podczas strzelania z biodra. Podobne urządzenie zastosowano później w karabinie maszynowym Browning.

## Wady konstrukcji
Standschütze Hellriegel nie posiadał mocowania dwójnogu ani żadnego innego podparcia, co byłoby problematyczne w przypadku prowadzenia ognia ciągłego. Przypuszczalnie strzelec miał strzelać wyłącznie z biodra lub z ramienia, co zmniejszałoby celność broni. Dodatkowo na końcu lufy nie zastosowano żądnego urządzenia wylotowego tłumiącego błysk wystrzału, który mógłby chwilowo oślepiać strzelca, dodatkowo zmniejszając celność broni. Jednak problem ten prawdopodobnie zostałby złagodzony poprzez użycie amunicji pistoletowej małego kalibru.
Kolejną potencjalną wadą broni jest połączenie pistoletu maszynowego i magazynka bębnowego poprzez elastyczną rynnę. Jak widać na zachowanej fotografii, strzelając z pozycji leżącej, strzelec musiał utrzymywać cały ciężar broni, dbając o to, aby pistolet maszynowy znajdował się nad magazynkiem bębnowym, który musiał pozostać w pozycji pionowej. Nie tylko wydaje się to bardzo nieergonomiczne, ale jest również wysoce prawdopodobne, że gwałtowne oddanie strzału w innym kierunku spowodowałoby zacięcie z powodu specyficznego, wrażliwego systemu zasilania.
Nie wiadomo, czy testy pistoletu maszynowego Hellriegel wypadły pomyślnie, jednak ze względu na wiele osobliwości konstrukcyjnych i złożoną konstrukcję jest bardzo prawdopodobne, że ich wyniki były niezadowalające. Kolejnym aspektem niepowodzenia broni może być koszt produkcji, który ze względu na wybrane materiały (np. skóra) i złożoność konstrukcji byłby zapewne wysoki. Dodatkowo armia austro-węgierska nie miała wówczas środków na tak ambitny i eksperymentalny projekt. Wszystko to sprawiło, że Standschützen Hellriegel Model 1915 nigdy nie wyszedł poza fazę prototypu, stając się zaginioną w historii bronią, niemal bez zachowanej dokumentacji.

## W kulturze popularnej
Pistolet maszynowy Hellriegel M1915 pojawia się w strzelance pierwszoosobowej Battlefield 1 produkcji studia DICE i wydanej przez Electronic Arts, choć pokazany tam sposób jego użycia jest autorską fikcją twórców gry.